# Tichon (Fitzgerald)
Tichon, imię świeckie Stephen Fitzgerald (ur. 14 listopada 1932 w Detroit, zm. 22 stycznia 2023 w Los Angeles) – amerykański biskup prawosławny.

## Życiorys
Został ochrzczony w Kościele luterańskim. Ukończył Wayne State University w Detroit w 1958. We wrześniu 1960 dokonał konwersji na prawosławie w kaplicy lotniczej bazy wojskowej w Lackland, gdzie odbywał służbę wojskową (1954–1957). Od 1960 do 1971, z przerwą w roku 1966 służył jako oficer służb celnych w siłach powietrznych Stanów Zjednoczonych. Od 1965 do 1966 studiował w seminarium duchownym św. Włodzimierza w Crestwood. W grudniu 1971 w soborze św. Mikołaja w Waszyngtonie biskup Dymitr (Royster) wyświęcił go na diakona. Został skierowany do pracy duszpasterskiej w soborze Opieki Matki Bożej w Los Angeles. W 1978 biskup Alaski Grzegorz (Afonski) wyświęcił go na kapłana. Od 1979 ks. Stephen Fitzgerald był proboszczem parafii przy soborze w Los Angeles.
12 marca 1987 zgromadzenie diecezjalne wybrało ks. Fitzgeralda na nowego biskupa San Francisco i Zachodu. 17 marca Synod Kościoła Prawosławnego w Ameryce potwierdził tę nominację. Ks. Fitzgerald złożył wieczyste śluby zakonne w monasterze św. Tichona Zadońskiego w South Canaan, przyjmując imię mnisze Tichon. Następnie został podniesiony do godności archimandryty. Chirotonię biskupią przyjął 30 maja 1987 w soborze w San Francisco, otrzymując tytuł biskupa San Francisco, Los Angeles i Zachodu.
W maju 2006 biskup przedstawił Synodowi prośbę o odejście w stan spoczynku, powołując się na swój stan zdrowia oraz sytuację w diecezji. Jego prośba została przyjęta.